# Taheke (rivière)
La rivière Taheke (enanglais : Taheke River) est un cours d’eau de la région du  Northland de l’île du Nord de la Nouvelle-Zélande.

## Géographie
Elle s’écoule vers le nord à partir de son origine dans les collines à l’Est de la ville de Whangarei, atteignant la rivière Waitangi tout près de son embouchure au niveau de la baie de Ngunguru.